# Standard Life Canada
La Compagnie d’assurance Standard Life du Canada (également connue sous le nom de Standard Life) était une importante société de placements, de produits de retraite et de protection financière, qui faisait partie du groupe Standard Life dont le siège social est situé à Édimbourg, en Écosse. La Standard Life du Canada, acteur de premier plan sur le marché canadien depuis 1833, a été acquise le 30 janvier 2015 par Manuvie.
La Compagnie comptait alors plus de 2 000 employés au Canada. Elle offrait une vaste gamme de produits et services : régimes d’épargne et de retraite collectifs, assurances collectives, assurance vie, épargne et rentes individuelles, fonds communs de placement et services de gestion de portefeuille.
Au 31 décembre 2013, la Standard Life affichait un actif sous gestion de 48 milliards $ CA plus de 1,4 million de clients, y compris les participants de régimes d’assurances et de retraite collectifs.

## Historique

Ancien logo

Fondée à Édimbourg en 1825, la Compagnie d’assurance Standard Life s’est démutualisée en 2006, et une nouvelle société ouverte – Standard Life plc – a ainsi été créée. Celle-ci a été admise à la Bourse de Londres le 10 juillet 2006 sous le symbole SL. La Compagnie d’assurance Standard Life du Canada est la plus importante division de Standard Life plc à l’extérieur du Royaume-Uni.
La Compagnie d’assurance Standard Life a été établie en 1825, et la première Standard Life Assurance Company Act a été adoptée par le parlement en 1832. La Standard Life a été constituée en mutuelle d’assurance en 1925.
Au départ, le groupe Standard Life exerçait ses activités seulement par l’intermédiaire de divisions et d’agences de la mutuelle au Royaume-Uni et dans quelques autres pays. La division canadienne a été fondée en 1833, et la division irlandaise en 1838. La structure du groupe est demeurée sensiblement la même jusqu’en 1996, année où il a ouvert une division à Francfort (Allemagne) en vue d’exporter le modèle d’exploitation du secteur Vie et retraite au Royaume-Uni pour tirer profit des possibilités que présentait la Directive 92/96/EEC (Third Life Directive) et proposer sur ce marché une gamme de produits présentant des caractéristiques que les fournisseurs locaux ne pouvaient pas offrir.
Au Canada, la Standard Life exerce ses activités depuis plus de 175 ans. La Financière Standard Life inc., qui détient notamment en propriété exclusive la Compagnie d’assurance Standard Life du Canada et Fonds de placement Standard Life ltée, est la plus importante entité de Standard Life plc à l’extérieur du Royaume-Uni.
Dans les années 1990, le groupe a également cherché à diversifier ses opérations dans des secteurs complémentaires à ses activités principales d’assurance vie et de régimes de retraite, dans l’intention de se positionner comme un important fournisseur de services financiers.
Le 30 janvier 2015, Manuvie a fait l’acquisition des activités canadiennes de Standard Life plc

## Immobilier
La Standard Life, par l’entremise de sa division immobilière, détient et gère également un parc immobilier de 11 000 000 de pieds carrés d’espace dans des immeubles à bureaux et des immeubles à vocation commerciale et industrielle.

## Liens utiles
- Site officiel